# 성창여자고등학교
성창여자고등학교(盛昌女子高等學校)는 대한민국 경상북도 안동시 안기동에 있는 사립 고등학교이다.

## 학교 연혁
- 1979년 8월 14일 : 학교법인 성창교육재단 설립인가, 설립자 박재욱 선생
- 1979년 8월 14일 : 초대 재단이사장 박재욱 선생 취임
- 1980년 11월 26일 : 성창여자고등학교 설립인가(학년당 6학급, 전학년 18학급)
- 1981년 3월 1일 : 초대 교장 금용구 선생 취임
- 1981년 3월 5일 : 제1회 입학식 거행(313명 입학)
- 1984년 2월 11일 : 제1회 졸업식 거행(293명)
- 1989년 7월 29일 : 고교 평준화 해제(문교부령 제574호)
- 2007년 9월 10일 : 제3대 이사장 박수현 선생 취임
- 2012년 3월 1일 : 교과교실제(과목중점형) 운영 지정
- 2012년 8월 21일 : 일반고 자율학교 지정
- 2013년 11월 30일 : 아트홀 신축(108석 극장식 소강당)
- 2019년 3월 1일 : 학칙 변경(학년당 3학급, 전학년 9학급)
- 2020년 12월 8일 : 2021학년도 고교학점제 선도학교 지정
- 2021년 1월 4일 : 교과교실제(선진형) 운영 지정
- 2021년 3월 1일 : 제7대 교장 김부훈 선생 취임
- 2023년 2월 3일 : 제40회 졸업식(졸업생 총수 8,883명)
- 2023년 3월 2일 : 제43회 입학식

## 참고 자료
- 성창여자고등학교 - 한국교육학술정보원 학교알리미